# OM-2 (劇団)
OM-2（おーえむつー）とは、1987年に真壁茂夫を中心に旗揚げされた劇団（旧名　黄色舞伎團2）。
舞台と客席の境を取り除くような舞台装置や、ビデオ、ライブカメラをもちいた映像プロジェクションを取り入れるなど、常に実験的、前衛的な様々なスタイルの作品を発表して来た。
特に、旗揚げ作品である「ZOO」を初めとする《檻》と《視線》シリーズは観客を《檻》に閉じこめ、俳優が観客の目を数十分間見つめ続けるというもので「これが演劇か」などと注目を浴びた。
1994年に海外公演活動を始め、アメリカ合衆国、ヨーロッパ、アジア、アフリカのフェスティバルに招聘されている。1995年、カイロ国際実験演劇祭で最優秀作品賞を受賞。
最近では完全に台本を排除し、言葉によるテーマ、コンセプト、方法を取り去り、即興の練習を積み重ねることによって創られる、複数回行うことを前提としない一回性の作品創りをしている。美学的に優れたものを提示することでもなく、ことさら何かの行為を行うのでもなく、言葉による意味や解釈、分析を拒否し、ひたすら自己と闘い続ける。人間の「核（生きる根拠）」のみをさらけ出し、そこにこそ意義を見出そうとする。

## 公演歴
国内
- 1987年 <檻>と<視線>シリーズその1「ZOO」～身体のない頭部と頭部のない身体
- 1988年 <檻>と<視線>シリーズその2「夜の建築」
- 1988年 タイニーアリスフェスティバル参加 迷路劇場「架空の花」
- 1989年 巨大コロシアム劇場「B-DAMAGE」
- 1989年 <檻>と<視線>シリーズ完結編「Q←→千億の月」
- 1990年 die pratze M.S.A.フェスティバル'90参加「ゴドーを待ちつかれて」
- 1990年 東京国際演劇祭'90／下町演劇祭'90参加「B-DAMAGE 3108」<ゴドーを待ちつかれて編>
- 1992年 東京国際演劇祭'92／北東京［実験］演劇祭参加「犬機械」
- 1995年 東京凱旋公演「Nocturnal Architecture」
- 1998年 U実験演劇祭参加「K氏の痙攣」
- 1999年 神楽坂 die pratze 公演「Circulate-1」
- 1999年 M.S.A. Collection 参加「Circulate-3」
- 2001年 神奈川芸術文化財団共催　21世紀実験劇場参加「K氏の痙攣2」
- 2001年 Asia meets Asia参加「いつか死んでゆくであろうすべてのものたちへ(pilot-ban?)」
- 2002年 M.S.A. Collection 2002 参加「いつか死んでゆくであろうすべてのものたちへ」
- 2002年 die pratze 再演 「いつか死んでゆくであろうすべてのものたちへ」
- 2002年 かなざわ演劇祭参加公演「いつか死んでゆくであろうすべてのものたちへ」
- 2003年 M.S.A. Collection 2003 参加「作品No.1」ー青い死ー
- 2003年 Asia meets Asia参加「作品No.2」
- 2003年 ハイナー・ミュラー/ザ・ワールド参加「作品No.2」ーハムレットマシーンよりー
- 2004年 新世界フィジカルシアターフェスティバル参加「作品No.2」ーQ: ハムレットマシーン?ー
- 2004年 M.S.A. Collection 2004 参加「作品No.2」ーQ: ハムレットマシーン?ー
- 2005年 M.S.A. Collection 2005 参加「作品No.3」
- 2006年 M.S.A. Collection 2006 参加「作品No.4」-リビングー
- 2007年 ハイナー・ミュラー／リンク参加「ハムレットマシーン」
- 2008年 東京公演「作品No.5」

海外公演
- 1994年 シンガポール国際演劇祭1994招聘公演「Nocturnal Architecture」
- 1994年 カイロ国際実験演劇祭招聘公演「Nocturnal Architecture」
- 1995年 カイロ国際実験演劇祭招聘公演「I.F.」
- 1995年 シグマフェスティバル31招聘公演「Nocturnal Architecture」
- 1996年 ニューヨーク「ザ・キッチン」合同主催「Nocturnal Architecture」
- 1997年 カルタゴ演劇祭　招聘公演「Nocturnal Architecture」
- 1999年 スイス・ベルン　Reithalle 招聘公演「Circulate-2」
- 2000年 シカゴ現代美術館主催　日米共同制作「Convulsions of Mr. K」
- 2001年 ワルシャワ「Rozdroze 2001」招聘公演「to all those who are going to die, someday」
- 2001年 JAPAN NOW 2001ヨーロッパツアー公演（ベルン、グダンスク）
- 2003年 アテネ「アイスキュロス祭2003」招聘公演 「to all those who are going to die, someday」
- 2003年 JAPAN NOW 2003 ヨーロッパツアー公演（ベルン、ベルリン、シテティン）
- 2004年 タイ、日本芸術交流プロジェクト参加　Alliance Francaise, Bangkok公演
- 2005年 JAPAN NOW 2005ヨーロッパツアー公演（ベルリン、クラコフ）「Opus No. 2」ーハムレットマシーンよりー
- 2005年 韓日アートフェスティバル招聘公演「パフォーマンスNo.1」
- 2007年 ソウル実験演劇祭招待公演「ハムレットマシーン」
- 2007年 JAPAN NOW 2007 ヨーロッパ/中国ツアー公演（ベルリン、プラハ、上海）「Opus No.5」
- 2008年 アートトライ 2008 インドネシア公演（ジャカルタ）「Performance No.2」